# NGC 4182
NGC 4182 este o galaxie situată în constelația Fecioara. A fost descoperită în  de către .